# Dicoides occidentalis
Dicoides occidentalis är en kräftdjursart som beskrevs av Hale 1951. Dicoides occidentalis ingår i släktet Dicoides och familjen Gynodiastylidae. Inga underarter finns listade i Catalogue of Life.